# Alkoxide

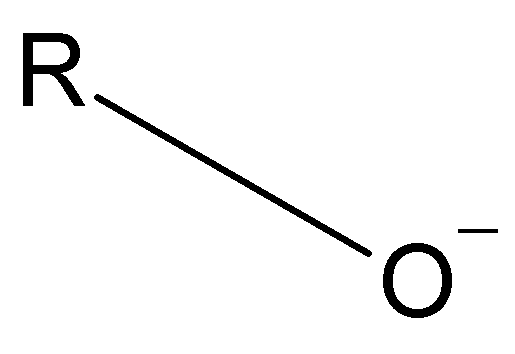
Cấu trúc của một nhóm alkoxide điển hình.

Alkoxide là một base liên hợp của rượu và vì thế bao gồm một nhóm gốc hữu cơ liên kết với nguyên tử oxy mang điện tích âm. Chúng có thể viết tổng quát là RO–, trong đó R là gốc hữu cơ nào đó. Các alkoxide là các base mạnh và khi R không quá lớn thì chúng là các phối thể tốt cũng như các gốc ái lực hạt nhân tốt. Các alkoxide mặc dù nói chung không ổn định trong các dung môi proton như nước, nhưng chúng tồn tại trong nhiều phản ứng khác nhau như là các chất trung gian, bao gồm phản ứng tổng hợp ether Williamson. Các alkoxide của các kim loại chuyển tiếp được sử dụng rộng rãi để làm lớp phủ cũng như làm chất xúc tác.
Các enolat là các alkoxide không bão hòa được tạo ra bằng cách khử proton của liên kết C-H cận kề để cuối cùng tạo ra ketone hay aldehyde. Trung tâm ái lực hạt nhân của các alkoxide đơn giản được tập trung tại vị trí của oxy, trong khi ở enolat thì khu vực ái lực hạt nhân là phi cục bộ hóa – cả cacbon và oxy đều là nền tảng của trung tâm ái lực.
Các phenoxide đại diện cho một lớp đặc biệt các anion có quan hệ họ hàng gần với alkoxide, ngoại trừ gốc hữu cơ của chúng là các dẫn xuất từ benzen. Phenol có tính acid đáng kể hơn các một rượu thông thường, vì thế các phenoxide là ít base và ít ái lực hạt nhân hơn. Tuy nhiên, chúng thông thường là dễ dàng xử lý hơn và có khả năng hơn trong việc tạo ra các dẫn xuất có tính kết tinh cao hơn của các alkoxide.

## Điều chế

### Từ các kim loại khử
Các alkoxide có thể được tạo ra theo vài cách, đều bắt đầu từ rượu. Các kim loại có tính khử cao phản ứng trực tiếp với rượu để tạo ra alkoxide kim loại tương ứng. Rượu ở đây đóng vai trò của một acid, và hydro được sinh ra như một sản phẩm phụ. Một ví dụ kinh điển là natri methoxide được sinh ra bằng cách cho natri kim loại tác dụng với methanol:
CH3OH  + Na   →  CH3ONa + 1⁄2H2
Các kim loại kiềm khác cũng có thể sử dụng để thay thế cho natri và phần lớn các rượu khác cũng có thể thay thế cho methanol.

### Từ các chloride ái lực điện tử
Titani tetrachloride (TiCl4) phản ứng với các rượu để tạo ra tetraalkoxide tương ứng, đồng thời với sự sinh ra chloride hydro:
TiCl4  +  4 (CH3)2CHOH  → Ti(OCH(CH3)2}4  +  4  HCl
Phản ứng này có thể được tăng tốc bằng cách bổ sung thêm base, chẳng hạn các amin bậc ba. Nhiều kim loại/á kim khác và nhóm chính các halide cũng có thể sử dụng thay vì titani, ví dụ SiCl4, ZrCl4 hay PCl3. Phản ứng này là ví dụ của hóa học về acid-base Lewis, do tetrachloride titani là chất tiếp nhận điện tử còn rượu là chất cho điện tử.

### Bằng phản ứng trao đổi
Nhiều alkoxide được điều chế bằng các phản ứng tạo muối từ chloride kim loại và alkoxide natri:
n NaOR  +  MCln →  M(OR)n  +  n NaCl
Các phản ứng như thế này có thể xảy ra do độ ổn định cao của NaCl cũng như việc tách sản phẩm alkoxide riêng ra là đơn giản do NaCl không hòa tan trong các dung môi hữu cơ thông dụng.

### Bằng quá trình điện hóa
Nhiều alkoxide có thể được điều chế bằng việc hòa tan dương cực của các kim loại tương ứng trong rượu khan (không có nước) với sự có mặt của phụ gia truyền dẫn điện. Các kim loại có thể là Sc, Ga, Y, La, Ln, Si, Ti, Ge, Zr, Hf, Nb, Ta, Mo, W, Fe, Co, Ni, Re v.v. Các phụ gia dẫn điện có thể là chloride lithi hay các muối amoni bậc 4. Một số ví dụ về các alkoxide kim loại thu được bằng cách này là: Ti(OC3H7-iso)4, Nb2(OCH3)10, Ta2(OCH3)10, [MoO(OCH3)4]2, Re2O3(OCH3)6, Re4O6(OCH3)12, Re4O6(OC3H7-iso)10 v.v.

## Thuộc tính
Phần lớn các alkoxide kim loại bị thủy phân khi tiếp xúc với nước, theo phản ứng sau:
Ti(OCH2CH3)4  +  2 H2O  →  TiO2  +  4 HOCH2CH3
Bằng cách kiểm soát hóa học lượng pháp của các thuộc tính không gian của alkoxide, các phản ứng như thế có thể bị chặn lại dẫn tới các cụm kim loại-oxy-alkoxide. Các rượu khác cũng có thể chiếm chỗ của nước. Theo cách này, một alkoxide có thể chuyển hóa thành một alkoxide khác, một quá trình đôi khi được gọi là xuyên este hóa. Chẳng hạn natri methoxide được sử dụng trong tổng hợp diesel sinh học ở quy mô lớn là một ví dụ về phản ứng xuyên este hóa. Cân bằng hóa học có thể được kiểm soát bằng độ acid của rượu; ví dụ các đồng đẳng của phenol thông thường phản ứng với các alkoxide để giải phóng rượu, tạo ra các phenoxide tương ứng. Một cách đơn giản hơn, quá trình xuyên este hóa có thể được kiểm soát bằng sự bay hơi có chọn lọc của thành phần dễ bay hơi. Theo cách này, các ethoxide có thể chuyển hóa thành butoxide, do ethanol (điểm sôi 78 °C) là dễ bay hơi hơn butanol (điểm sôi 118 °C).
Đặc điểm đặc trưng của các phối thể alkoxo- hay oxo- cung cấp điện tử là khả năng hình thành các liên kết với 2 hay nhiều nguyên tử kim loại, điều này dẫn tới một thực tế là phần lớn các hợp chất đang xem xét đều đại diện cho các sản phẩm liên kết và ngưng tụ, được sinh ra từ sự hình thành của các cầu nối oxo- và/hoặc alkoxo- và bao gồm trong cấu trúc của chúng trên một nguyên tử kim loại. Điều này cho phép thu được các dẫn xuất đa nhân và kim loại khác gốc.
Nhờ vào sự thay thế đồng hình của các nguyên tử kim loại gần gũi về thuộc tính thì các phức chất kết tinh với thành phần biến đổi được tạo ra. Tỷ lệ kim loại trong các hợp chất như thế có thể dao động trong một khoảng lớn. Ví dụ, sự thay thế bằng các nguyên tử molybden hay wolfram cho reni trong phức chất Re4O6-y(OCH3)12+y cho phép người ta thu được các phức chất Re4-xMoxO6-y(OCH3)12+y trong khoảng x=[0 tới 2,82] và Re4-xWxO6-y(OCH3)12+y trong khoảng x=[0 tới 2].
Độ ổn định nhiệt tương đối thấp là điển hình cho các hợp chất alkoxide. Sự phân hủy nhiệt của chúng diễn ra ở nhiệt độ ~100-300 °C. Phụ thuộc vào các điều kiện của quá trình, nó dẫn tới sự hình thành của bột dạng nano của các pha oxide hay kim loại. Điều này được sử dụng làm nền tảng của các quá trình chế tạo các vật liệu chức năng dự kiến dùng trong máy bay, tàu vũ trụ hay các lĩnh vực điện điện tử, công nghiệp hóa chất: các oxide cụ thể, các dung dịch rắn của chúng, các oxide phức hợp, các dạng bột kim loại và các hợp kim hoạt hóa.
Khái niệm cơ bản của công nghệ alkoxide hàm ý sự điều chế các vật liệu bằng cách phân hủy các dẫn xuất đơn và đa kim loại tương ứng của alkoxide. Phương pháp này đại diện cho cách tiếp cận trong tương lai có ưu thế về khả năng thu được các vật liệu chức năng với pha và tính thuần nhất hóa học tăng lên cùng kích thước hạt có thể kiểm soát được (bao gồm cả chế tạo vật liệu nano) ở nhiệt độ tương đối thấp (dưới 500-900 °C) khi so sánh với các công nghệ truyền thống.

## Các alkoxide minh họa

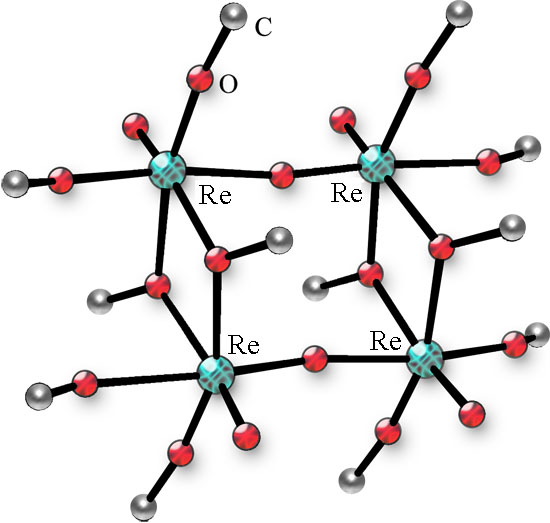
Cấu trúc của oxomethoxide reni bốn nhân (bỏ qua các nguyên tử hydro để đơn giản hóa)

- Titani isopropoxide, được sử dụng làm chất xúc tác trong tổng hợp hữu cơ và là tiền chất sản xuất TiO2.
- Nhôm isopropoxide, được sử dụng làm thuốc thử trong phản ứng tổng hợp hữu cơ.
- tetraethylorthosilicat, được sử dụng làm tiền chất điều chế SiO2.
- Kali tert-butoxide, được sử dụng làm base trong các phản ứng thế hữu cơ.
- Reni oxomethoxide Re4O6(OCH3)12, một dẫn xuất 4 hạt nhân của reni.